# Supercoppa rumena 2016 (pallavolo femminile)
La Supercoppa rumena 2016 si è svolta il 20 dicembre 2016: al torneo hanno partecipato due squadre di club rumene e la vittoria finale è andata per la prima volta al Clubul Sportiv Municipal Târgoviște.

## Regolamento
Le squadre hanno disputato una gara unica.

## Squadre partecipanti
| Squadra    | Qualificazione                      | Ultima partecipazione |
| ---------- | ----------------------------------- | --------------------- |
| Alba-Blaj  | Vincitrice Divizia A1 2015-16       | Debutto               |
| Târgoviște | Vincitrice Coppa di Romania 2015-16 | Debutto               |

## Torneo
| 20 dicembre 2016 Sala Constantin Jude, Timișoara Durata: ? - Spettatori: ? | Alba-Blaj | 2 - 3 | Târgoviște | 20-25, 25-15, 20-25, 25-18, 6-15 |